# 喀土穆大學
喀土穆大學（阿拉伯语：‎）是位在蘇丹喀土穆的公立大學，學生人數大約16,800人。

## 歷史
前身是1902年設立的哥登紀念學院（Gordon Memorial College），1956年蘇丹獨立時改制成為大學。

## 外部連結
维基共享资源上的相關多媒體資源：喀土穆大學
- 喀土穆大學